# 贵族头衔修正案
「貴族頭銜修正案」（英語：Titles of Nobility Amendment）是《美国宪法》一條待擬定的修正案。該修正案於1810年5月1日在第11屆美國國會獲得通過並提交各州州議會批准。本修正案將剝奪任何接受“皇帝、國王、親王或外國政權”所授予貴族頭銜之人的美國公民身份。在1812年和1816年，該修正案曾有兩次因仅差兩個州未批准而没有成為《美國憲法》的一部分。由於美國國會未給本修正案的批准設立時間限制，因此該修正案在技術上仍處於等待各州批准的狀態中。目前，“貴族頭銜修正案”如需獲得批准還需要獲得另外26個州的批准方可。

## 條款正文
如有任何合眾國公民正在或將要從任何皇帝、國王、親王及外國政權索取、主動或被動接受及保留任何貴族或榮譽頭銜；或未經國會同意而從其處獲得或保留任何形式的禮物、津貼、職位或酬金，則該人將不再是合眾國公民並無資格出任任何受託或利益職位。